# Lukas Moser
Lukas Moser (* kolem 1390, Weil der Stadt, poblíž Stuttgartu – po 1434) byl německý malíř pozdní gotiky, činný v Ulmu v letech 1409–1434 (někdy uváděn Ulm jako místo narození) a řazený k Ulmské škole.

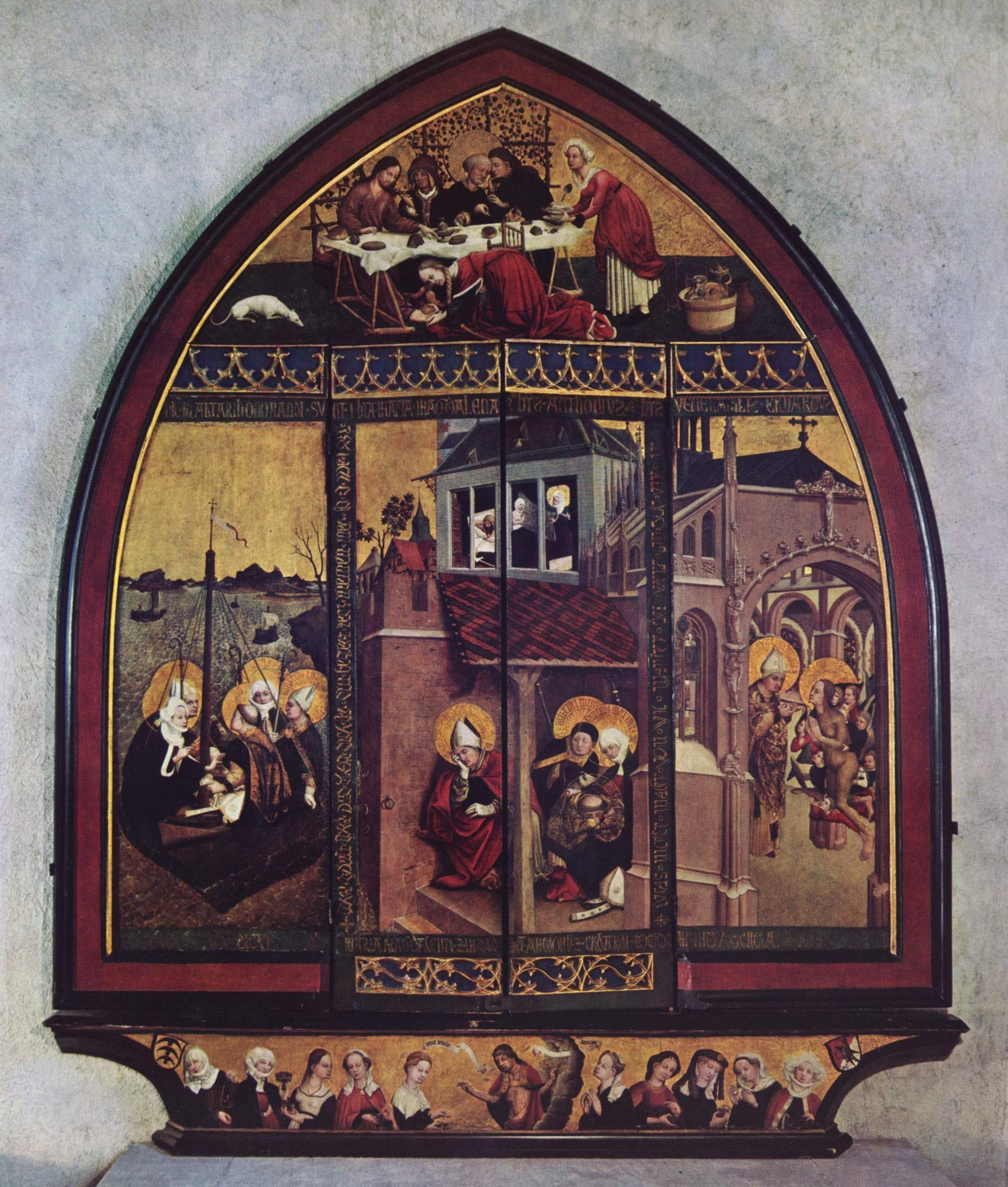
Lucas Moser, Magdalénský oltář (1431)

## Život a dílo
O životě malíře nejsou v literatuře žádné údaje a ve švábském malířství neexistuje žádné srovnatelné dílo. Jeho jediným potvrzeným dílem je Magdalénský oltář ve farním kostele v Tiefenbronnu nedaleko Badenu. Podle Smarta mohl být autorem skleněných vitrážových oken v kapli Bessererů katedrály v Ulmu,, ale dle jiných zdrojů byl autorem vitráží Hans Moser, tvořící v Ulmu v letech 1407-1442 (možný příbuzný Lucase). V literatuře je uváděn anonymní Mistr oltáře z Tiefenbronnu, autor polychromované dřevěné sochy Maří Magdalény ve středu oltáře, která je mnohem mladší než malovaný oltář. Tento umělec byl řezbářem a sochu vytvořil až v letech 1520–1525.
Lukas Moser navázal na idealizující styl mezinárodní gotiky a ve své malbě vycházel spíše z francouzských knižních iluminací bratří Limburků. Mohl také znát díla Mistra Francka v oblasti Dolního Porýní nebo Vestfálska a odtud se vydal na západ, kde se seznámil s franko-vlámským malířstvím. Moser představuje přechod k rané severské renesanci, ke které je řazen pro některé pokročilé rysy. Pro obyvatele německy mluvících zemí je jeho dílo stejně významné, jako Gentský oltář Jana van Eycka, který byl dokončen v témže roce (1432). V jižním Německu je Moser, stejně jako Konrad Witz a Hans Multscher, jedním ze zakladatelů rozvíjejícího se západního stylu naturalismu. Je známo Moserovo postesknutí, které připojil ke svému podpisu: Plač, umění, plač, žaluj hořce. Nikdo tě už nyní nepotřebuje. Nářek se může vztahovat k nejistotě existence na německých územích v době malířova života, nebo je protestem proti úpadku stylu mezinárodní gotiky.
Moser maloval na listech pergamenu, připevněných na dřevěné desce, a použil kvalitní pigmenty s olejovým pojidlem, zlacení a puncování. Tiefenbronnský oltář zobrazuje při zavřených křídlech (kromě lunety se scénou hostiny v domě Šimona, kde je Maří Magdaléna zobrazena u Kristových nohou), tři scény ze života sv. Maří Magdalény: cestu po moři do Marseille spolu se sv. Martou, Lazarem, Maximiem a Sidonem; zjevení Maří Magdaleny princi a jeho ženě ve spánku a spící svaté; její poslední přijímání oltářní svátosti v katedrále v Aix-en-Provence. Všechny tři scény dokonale sjednocuje kontinuální pozadí a použití přesvědčivého perspektivního zobrazení architektury, jaké je možné nalézt v té době pouze v dílech Roberta Campina. Ve scéně plavby lodí je detailně zobrazena okouzlující přístavní krajina.
Na vnitřní straně křídel oltáře jsou postavy sv. Marty a sv. Lazara v oblacích. Na predele jsou vyobrazeni donátoři oltáře s erbem - Bernhard von Stein zu Steinegg (poblíž Tiefenbronnu) a jeho manželka Agnes Meiser von Berg, která zemřela kolem roku 1420.

## Související článek
- Magdalenenaltar (Tiefenbronn) - německá Wikipedie